# Сидячее
Сидячее — деревня в Урицком районе Орловской области России.
Входит в состав Городищенского сельского поселения.

## География
Ближайшие населённые пункты — Оболёшево и административный центр сельского поселения Городище.
Имеются две улицы — Заречная и Речная.

## Население
| 2002 | 2010 |
| ---- | ---- |
| 104  | ↗116 |